# Wereldkampioenschappen zwemmen 2022 – 4×200 meter vrije slag mannen
De 4×200 meter vrije slag voor mannen op de wereldkampioenschappen zwemmen 2022 in Boedapest vond plaats op 23 juni 2022. De acht snelste ploegen in de series kwalificeerden zich voor de finale.

## Records
Voorafgaand aan het toernooi waren dit het wereldrecord en het kampioenschapsrecord
| Wereldrecord         | Verenigde Staten Michael Phelps Ricky Berens David Walters Ryan Lochte | 6.58,55 | Rome | 31 juli 2009 |
| Kampioenschapsrecord | Verenigde Staten Michael Phelps Ricky Berens David Walters Ryan Lochte | 6.58,55 | Rome | 31 juli 2009 |

## Uitslagen

### Series
| Rang | Serie | Baan | Land                | Namen | Tijd    | Bijz, |
| ---- | ----- | ---- | ------------------- | --- | ------- | ----- |
| 1    | 2     | 5    | Verenigde Staten    | Carson Foster (1.45,62) Trey Freeman (1.46,91) Coby Carrozza (1.46,22) Trenton Julian (1.45,64)                                 | 7.04,39 | Q     |
| 2    | 2     | 6    | Brazilië            | Fernando Scheffer (1.46,33) Vinicius Assunção (1.46,81) Murilo Sartori (1.47,11) Breno Correia (1.46,73)                        | 7.06,98 | Q, SA |
| 3    | 1     | 3    | Hongarije           | Richárd Márton (1.46,52) Nándor Németh (1.47,17) Balázs Holló (1.47,03) Kristóf Milák (1.46,74)                                 | 7.07,46 | Q     |
| 4    | 1     | 2    | Zuid-Korea          | Hwang Sun-woo (1.46,42) Kim Woo-min (1.46,65) Lee Yoo-yeon (1.48,04) Lee Ho-joon (1.47,38)                                      | 7.08,49 | Q     |
| 5    | 1     | 6    | China               | Hong Jinquan (1.47,54) Zhang Ziyang (1.47,34) Chen Juner (1.48,45) Pan Zhanle (1.46,20)                                         | 7.09,53 | Q     |
| 6    | 2     | 4    | Verenigd Koninkrijk | Tom Dean (1.46,71) Matthew Richards (1.48,21) Joe Litchfield (1.47,36) Jacob Whittle (1.47,48)                                  | 7.09,76 | Q     |
| 7    | 2     | 3    | Frankrijk           | Jordan Pothain (1.47,99) Hadrien Salvan (1.46,55) Roman Fuchs (1.46,97) Enzo Tesic (1.48,44)                                    | 7.09,95 | Q     |
| 8    | 1     | 4    | Australië           | Brendon Smith (1.49,14) Zac Incerti (1.46,44) Samuel Short (1.46,97) Mack Horton (1.47,43)                                      | 7.09,98 | Q     |
| 9    | 1     | 5    | Italië              | Stefano Ballo (1.47,63) Matteo Ciampi (1.47,27) Gabriele Detti (1.47,89) Stefano Di Cola (1.47,37)                              | 7.10,16 |       |
| 10   | 2     | 2    | Israël              | Denis Loktev (1.48,74) Bar Soloveychik (1.48,53) Daniel Namir (1.47,55) Gal Cohen Groumi (1.47,88)                              | 7.12,70 |       |
| 11   | 2     | 1    | Canada              | Ruslan Gaziev (1.48,57) Finlay Knox (1.48,48) Jeremy Bagshaw (1.49,23) Patrick Hussey (1.52,06)                                 | 7.18,34 |       |
| 12   | 2     | 7    | Singapore           | Glen Lim Jun Wei (1.50,64) Ardi Mohamed Azman (1.49,69) Jonathan Tan (1.51,31) Quah Zheng Wen (1.48,67)                         | 7.20,31 |       |
| 13   | 1     | 1    | Vietnam             | Trần Hưng Nguyên (1.51,27) Nguyễn Hữu Kim Sơn (1.52,86) Hoàng Quý Phước (1.50,79) Nguyễn Huy Hoàng (1.54,82)                    | 7.29,74 |       |
| 14   | 1     | 7    | Thailand            | Tonnam Kanteemool (1.52,01) Dulyawat Kaewsriyong (1.54,33) Ratthawit Thammananthachote (1.57,29) Navaphat Wongcharoen (1.56,64) | 7.40,27 |       |

### Finale
| Rang   | Baan | Land                | Namen | Tijd    | Bijz, |
| ------ | ---- | ------------------- | --- | ------- | ----- |
| Goud   | 4    | Verenigde Staten    | Drew Kibler (1.45,54) Carson Foster (1.45,04) Trenton Julian (1.45,31) Kieran Smith (1.44,35)            | 7.00,24 |       |
| Zilver | 8    | Australië           | Elijah Winnington (1.45,83) Zac Incerti (1.45,51) Samuel Short (1.46,44) Mack Horton (1.45,72)           | 7.03,50 |       |
| Brons  | 7    | Verenigd Koninkrijk | James Guy (1.46,31) Jacob Whittle (1.46,80) Joe Litchfield (1.47,36) Tom Dean (1.43,53)                  | 7.04,00 |       |
| 4      | 5    | Brazilië            | Fernando Scheffer (1.45,52) Vinicius Assunção (1.46,44) Murilo Sartori (1.46,34) Breno Correia (1.46,39) | 7.04,69 | SA    |
| 5      | 3    | Hongarije           | Richárd Márton (1.48,12) Nándor Németh (1.45,73) Balázs Holló (1.47,74) Kristóf Milák (1.44,68)          | 7.06,27 |       |
| 6      | 6    | Zuid-Korea          | Hwang Sun-woo (1.45,30) Kim Woo-min (1.46,57) Lee Yoo-yeon (1.48,28) Lee Ho-joon (1.46,78)               | 7.06,93 |       |
| 7      | 1    | Frankrijk           | Jordan Pothain (1.48,41) Léon Marchand (1.47,59) Roman Fuchs (1.46,27) Hadrien Salvan (1.46,51)          | 7.08,78 |       |
| 8      | 2    | China               | Hong Jinquan (1.47,74) Zhang Ziyang (1.47,95) Chen Juner (1.49,53) Pan Zhanle (1.45,71)                  | 7.10,93 |       |